# Riserva naturale speciale della Valle Andona, Valle Botto e Val Grande
La Riserva naturale speciale della Valle Andona, Valle Botto e Val Grande, istituita nel 1985, è una riserva regionale che si estende nella parte nord occidentale del comune di Asti. Nel 2003 è stata ampliata, passando dall'originaria superficie di circa 293 ettari a quella di 930 ettari che investono anche parte del territorio dei comuni di Camerano Casasco, Cinaglio e Settime. È nata per salvaguardare soprattutto il patrimonio paleontologico, fatto di conchiglie, coralli e resti fossili, anche di vertebrati marini e terrestri. Fa parte delle Aree protette astigiane (legge regionale n. 19 del 29 giugno 2009).

## Paleontologia

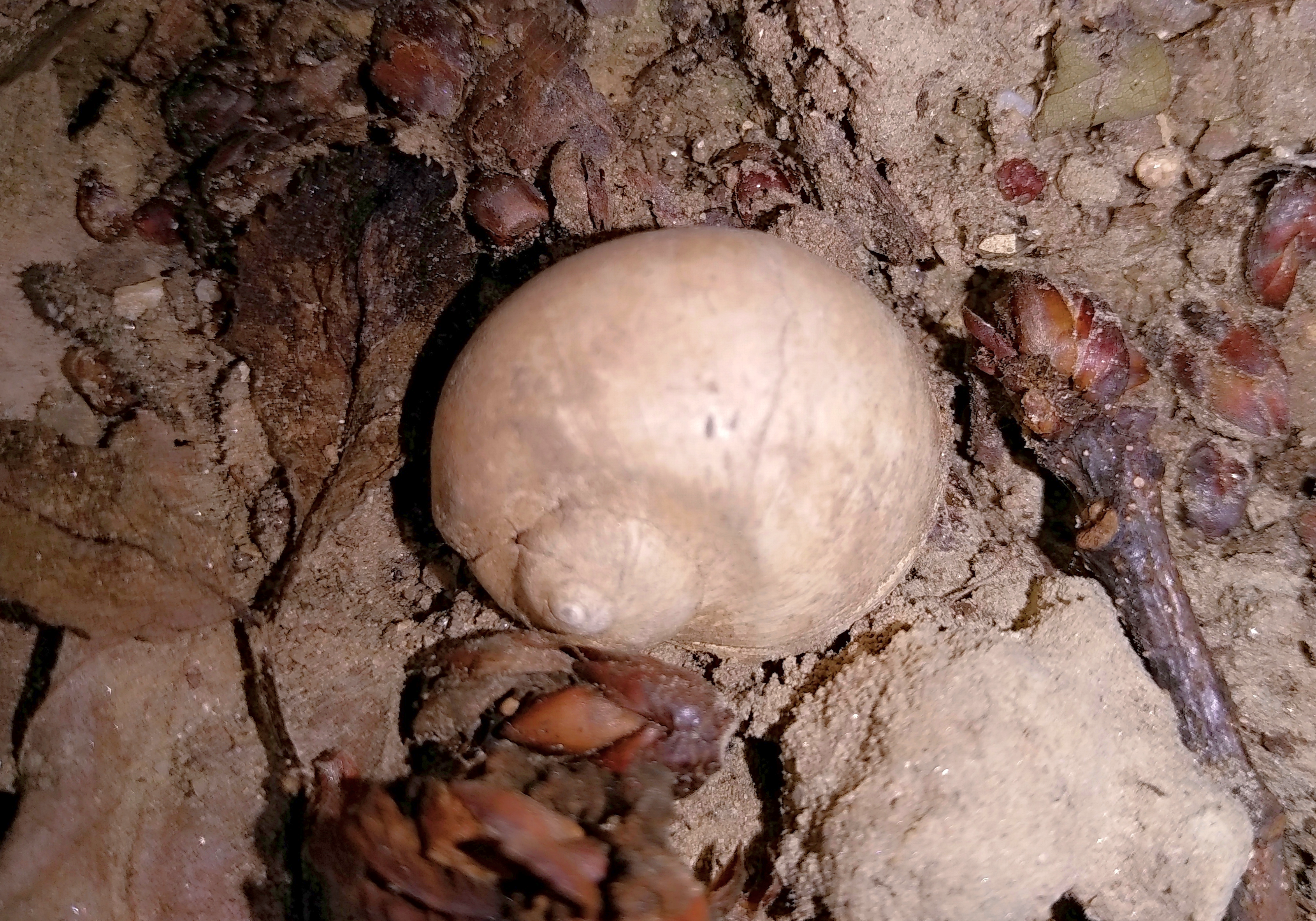
Fossile di un gasteropode

L'area della riserva, nota ai paleontologi e agli studiosi fin dai primi anni del 1800, rientra nel Bacino Pliocenico Astigiano; conchiglie marine fossili sono facilmente osservabili nei numerosi affioramenti sabbiosi. I sedimenti sono tutti databili al Pliocene (5,3 - 1,8 milioni di anni fa), con diversi strati differenti. Degno di nota la presenza di un livello ricco in Isognomon maxillatus, tipico fossile guida. All'interno della riserva si può visitare il percorso paleontologico, in Valle Botto, esclusivamente accompagnati da una guida. I fossili sono infatti tutelati per legge e considerati come un bene culturale comunitario, per cui ne è vietata la raccolta e la detenzione privata non solo nelle riserve paleontologiche, ma su tutto il territorio nazionale.

## Didattica

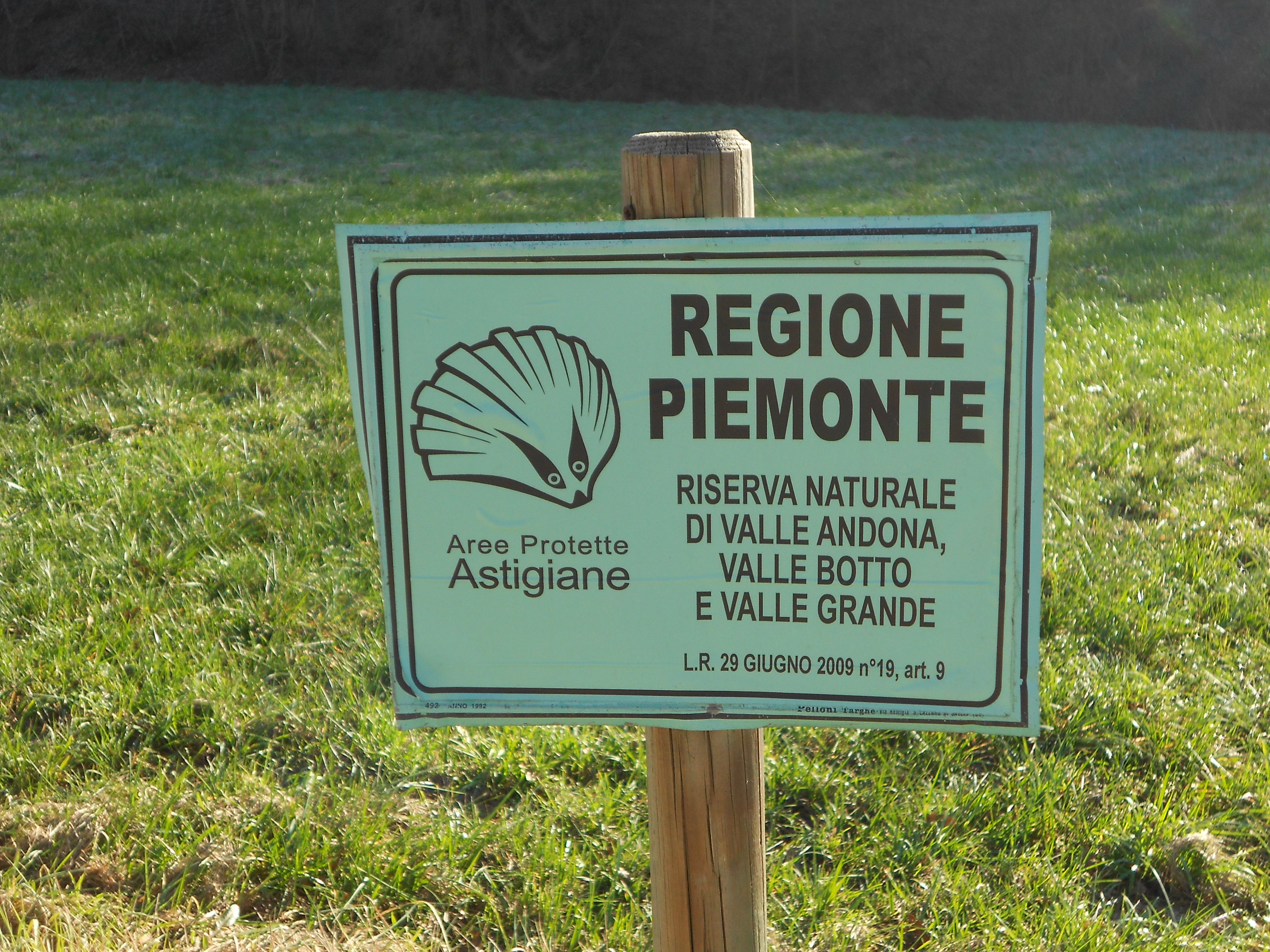
Cartello della riserva naturale

Le attività didattiche che si svolgono presso la Riserva, rivolte agli studenti di tutte le scuole, spaziano dall'educazione ambientale alla paleontologia. In particolare segnaliamo alcuni percorsi a tema geologico e paleontologico, quali Biodiversità e Geologia, Sentire la Terra e Pane... e fossili.

## Non solo fossili
Nell'area di Valleandona si può accedere liberamente, usufruendo di itinerari pedonali, per mountain bike e percorsi a cavallo. La Riserva è inoltre dotata di un laboratorio, ricavato dalla ex scuola elementare della frazione, di un'area attrezzata e un centro visite per l'accoglienza turistica e per lo svolgimento di attività didattiche. Nella vicina città di Asti si trova il Museo Paleontologico Territoriale dell'Astigiano in cui sono esposti importanti ritrovamenti fossili del territorio.

## Fauna

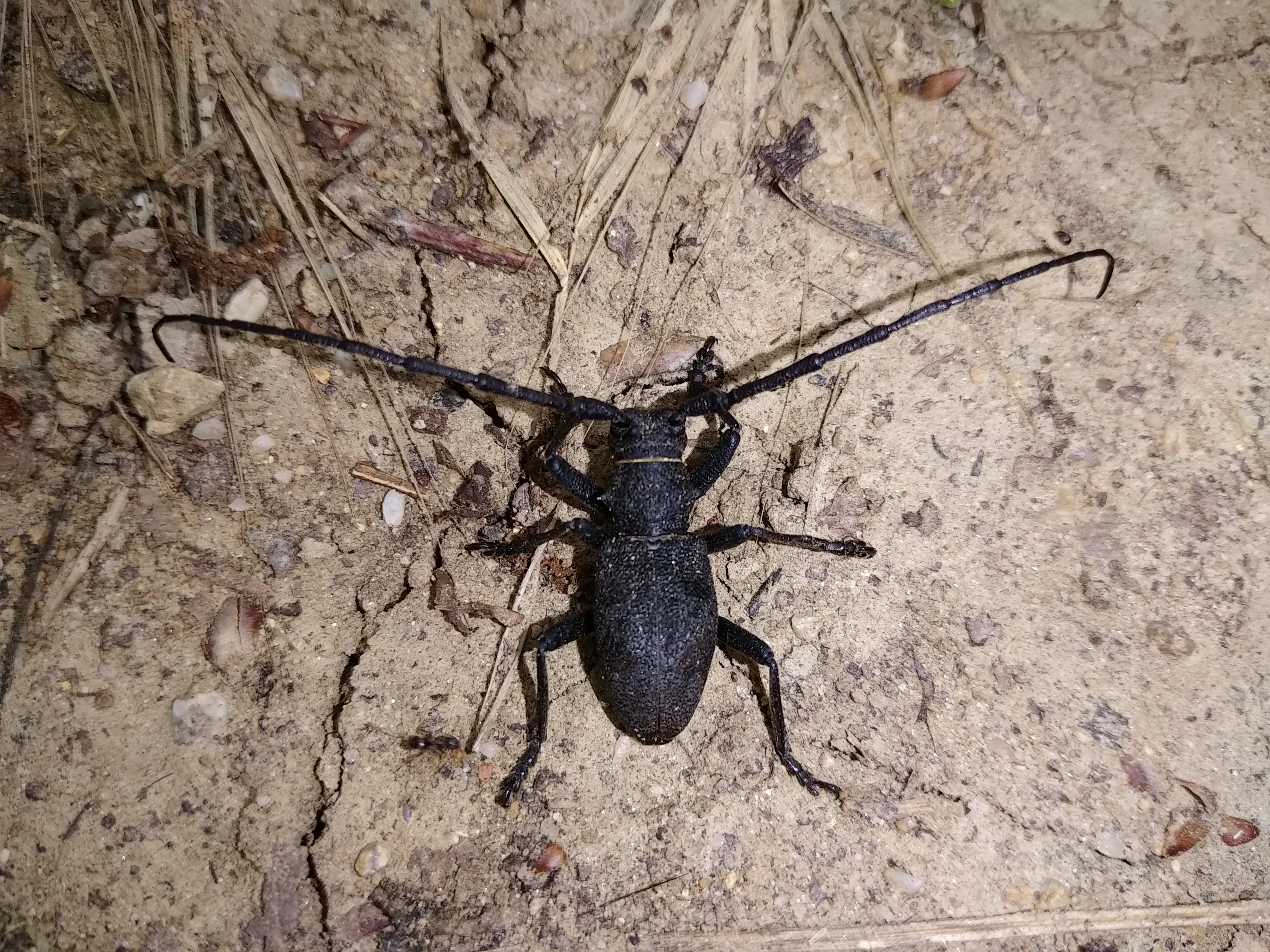
Un grosso cerambicide nella riserva

Sono presenti nel territorio della riserva numerose specie animali: nel sottobosco è possibile rintracciare scoiattolo, moscardino, lepre, volpe e riccio, tasso mentre nelle zone umide quali le sponde del Rio Cipollina si ritrovano vari anfibi, libellule e il gambero d'acqua dolce.
Picchio verde, upupa, ghiandaia e gruccione sono invece alcuni degli uccelli presenti nel parco.

## Curiosità
All'interno del museo di Asti è conservata la riproduzione in scala 1:1 della mandibola di un Carcharodon megalodon.